# Björn Papstein

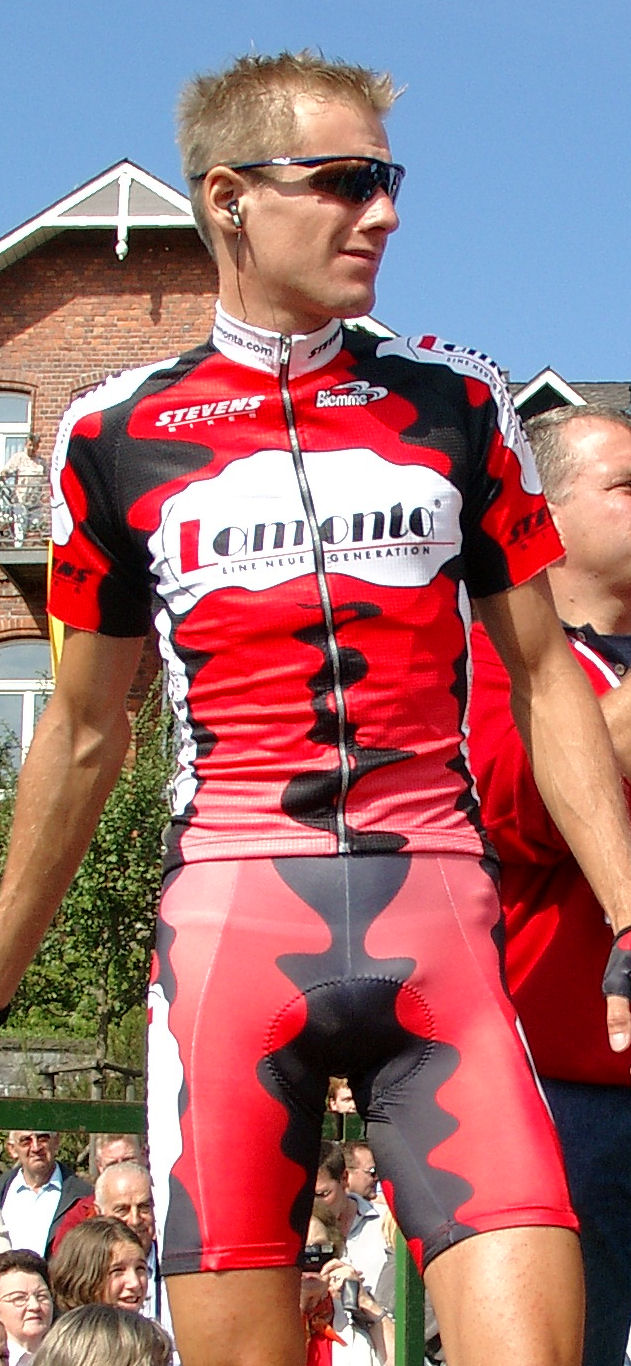
Björn Papstein

Björn Papstein (* 5. Juni 1975 in Hannover) ist ein deutscher Radrennfahrer.
Björn Papstein begann seine Profi-Karriere im Jahre 2002 beim Team Lamonta. 2004 gewann er das Radrennen Rund um den Sachsenring. 2005 gewann er in langer Alleinfahrt die dritte Etappe der Niedersachsen-Rundfahrt von Wolfsburg nach Herzberg, die über den Harz führte. 2008 errang er den Titel des deutschen Bergmeisters.

## Erfolge
2004
- Rund um den Sachsenring

2005
- 3. Etappe Niedersachsen-Rundfahrt

2008
- Deutscher Meister Berg[1]

## Teams
- 2002–2006 Team Lamonta
- 2007 3C Gruppe Lamonta
- 2008 Team 3C Gruppe